# (1007) Pawlowia
(1007) Pawlowia ist ein Asteroid des Hauptgürtels, der am 5. Oktober 1923 von dem russischen Astronomen Wladimir Alexandrowitsch Albizki am Krim-Observatorium in Simejis entdeckt wurde.
Der Asteroid ist nach dem russischen Physiologen und Nobelpreisträger Iwan Pawlow benannt.